# 濮中玉
濮中玉（1577年—？），字瑗仲，號琢如，南直隶庐州府舒城县匠籍，明朝政治人物。

## 生平
万历三十四年（1606年）丙午科应天乡试举人，三十五年（1607年）丁未科進士，工部觀政，三十六年授浙江長兴知县，三十八年调江西泰和县，為政威惠並用，守正不阿。積俸四百金為民償逋，凡為民患者悉罷之。置社田八百六十斛，邑之貧不能得師者，皆就社學。去官之日，蕭然敝篋，人皆稱之。四十六年升南吏部验封司主事，天启元年升本司郎中，三年三月改尚宝司丞，四年三月升添注少卿，升南太僕寺少卿，五年致仕。

## 家族
曾祖濮踰節。祖父濮日秀。父濮師堯，字懷唐，壽官。母陶氏，継母周氏。具庆下。弟中瑾、中瓘。